# Who Shares Wins
Who Shares Wins è il secondo EP della band statunitense Good Clean Fun, pubblicato con etichetta Phyte Records nel 1998. Tutte e cinque le canzoni sono state poi inserite nell'album di debutto della band, Shopping for a Crew, del 1999.

## Tracce
Lato A
1. Positively Positive – 0:38
2. Good Clean Fun – 2:15
3. My Best Friends – 2:21

Lato B
1. Who Shares Wins – 2:24
2. Coll-Edge – 2:32

## Formazione
- Issa Diao - voce
- Seth Friedlander - basso
- Peter McTernan - batteria
- John Delve - chitarra